# USS Hamner (DD-718)
USS Hamner (DD-718) là một tàu khu trục lớp Gearing được Hải quân Hoa Kỳ chế tạo vào giai đoạn cuối Chiến tranh Thế giới thứ hai. Nó là chiếc tàu chiến duy nhất của Hải quân Mỹ được đặt theo tên Đại úy Hải quân Henry Rawlings Hamner (1922-1945), người tử trận khi tàu khu trục Howorth (DD-592) bị máy bay Kamikaze đánh trúng ngoài khơi Okinawa. Hoàn tất khi chiến tranh đã kết thúc, con tàu tiếp tục phục vụ trong giai đoạn Chiến tranh Lạnh, Chiến tranh Triều Tiên và Chiến tranh Việt Nam cho đến khi xuất biên chế năm 1979 và được chuyển cho Đài Loan. Nó tiếp tục phục vụ cùng Hải quân Trung Hoa dân quốc như là chiếc ROCS Yun Yang (DD-27/DDG-927) cho đến khi ngừng hoạt động năm 2003 và bị đánh chìm như một mục tiêu, 6 tháng 9 năm 2005. Hamner được tặng thưởng danh hiệu Đơn vị Tuyên dương Tổng thống cùng năm Ngôi sao Chiến trận do thành tích phục vụ trong Chiến tranh Triều Tiên.

## Thiết kế và chế tạo
Hamner được đặt lườn tại xưởng tàu của hãng Federal Shipbuilding ở Newark, N.J. vào ngày 25 tháng 4 năm 1945. Nó được hạ thủy vào ngày 24 tháng 11 năm 1945; được đỡ đầu bởi bà Henry Rawlings Hamner, vợ góa Đại úy Hamner, và nhập biên chế vào ngày 12 tháng 7 năm 1946 dưới quyền chỉ huy của Hạm trưởng, Trung tá Hải quân Joseph B. Swain.

## Lịch sử hoạt động

### 1945 - 1950
Sau khi hoàn tất việc chạy thử máy huấn luyện tại khu vực biển Caribe, Hamner được điều động gia nhập Hạm đội Thái Bình Dương vào ngày 24 tháng 12 năm 1946, và lập tức được phái sang phục vụ cùng Đệ Thất hạm đội. Nó trải qua bảy tháng hoạt động cùng Đội khu trục 111 ngoài khơi nhiều cảng Trung Quốc và Nhật Bản trước khi quay trở về Hoa Kỳ, và thực hành huấn luyện trong sáu tháng tiếp theo. Nó tiếp tục nhịp điệu hoạt động trong thời bình này cho đến khi xung đột nổ ra tại Triều Tiên vào ngày 25 tháng 6 năm 1950.

### Chiến tranh Triều Tiên
Đang được bố trí tại Viễn Đông vào lúc đó, Hamner lên đường đi sang khu vực bờ biển Triều Tiên và bắt đầu bắn phá các vị trí và tuyến đường tiếp liệu của lực lượng Bắc Triều Tiên. Sau khi tham gia hỗ trợ cho cuộc triệt thoái khỏi Yongdok và phòng thủ Pohang Dong, nó gia nhập Lực lượng Đặc nhiệm 77 cho các chiến dịch đổ bộ tại Inchon vào ngày 15 tháng 9.
Sau đó Hamner chuyển sang hộ tống cho các tàu sân bay trong hoạt động không kích xuống các vị trí quân đối phương, cho đến khi quay trở về Hoa Kỳ vào tháng 3, 1951. Nó quay trở lại vùng chiến sự vào tháng 10 và hoạt động tại vùng biển chung quanh bán đảo cùng những đơn vị đặc nhiệm khác nhau. Con tàu trải qua năm tuần lễ trong tháng 3, 1952 hoạt động bắn phá các vị trí dọc theo bờ biển phía Đông bán đảo gần Kojo, gây nhiều thiệt hại cho lực lượng đối phương. Chiếc tàu khu trục quay trở về Hoa Kỳ vào tháng 5, rồi quay trở lại hoạt động dọc theo bờ biển Triều Tiên từ ngày 2 tháng 1, 1953, tiếp tục ở lại vùng chiến sự, tham gia phong tỏa cảng Wonsan đồng thời tiến hành tuần tra tại eo biển Đài Loan cho đến khi đạt được thỏa thuận ngừng bắn tại Triều Tiên vào ngày 27 tháng 7, 1953.

### 1953 - 1963
Trong những năm tiếp theo, Hamner được biệt phái sang khu vực Thái Bình Dương hầu như hàng năm, viếng thăm các cảng Hàn Quốc, Nhật Bản, Đài Loan và Philippines, cũng như hai lần từng đi đến Australia để viếng thăm Brisbane vào ngày 2 tháng 8, 1956 và Melbourne vào ngày 6 tháng 10, 1957. Tại Viễn Đông, nó viếng thăm nhiều cảng Á Châu cũng như tham gia nhiều cuộc tập trận và tuần tra. Chiếc tàu khu trục đã tham gia tuần tra eo biển Đài Loan trong sáu tuần từ ngày 31 tháng 12, 1958, sau khi xảy ra vụ Khủng hoảng eo biển Đài Loan lần 2 do phía Trung Cộng nả pháo xuống Kim Môn và Mã Tổ còn do Đài Loan kiểm soát.
Xen kẻ giữa những lượt bố trí sang Viễn Đông, Hamner hoạt động huấn luyện thường lệ từ căn cứ San Diego, California. Nó đi vào Xưởng hải quân San Francisco vào tháng 1, 1962 để được nâng cấp trong khuôn khổ Chương trình Hồi sinh và Hiện đại hóa Hạm đội (FRAM: Fleet Rehabilitation and Modernization) nhằm mục đích kéo dài thời hạn hoạt động thêm từ 10 đến 20 năm. Với một diện mạo cấu trúc thượng tầng mới cùng những thiết bị điện tử tiên tiến nhất, nó rời xưởng tàu vào ngày 5 tháng 12, 1962, và sau khi được huấn luyện đã khởi hành cho lượt phục vụ thứ 13 tại Tây Thái Bình Dương vào ngày 18 tháng 5, 1963. Trong chuyến đi này nó tham gia một đội đổ bộ hoạt động ngoài khơi bờ biển Nam Việt Nam trong tháng 9.

### Chiến tranh Việt Nam
Hamner quay trở về San Diego vào ngày 24 tháng 11, và hoạt động thường lệ tại vùng bờ Tây trong suốt năm 1964. Nó lại lên đường để đi sang khu vực Tây Thái Bình Dương vào ngày 5 tháng 1, 1965, và sau khi đi đến vịnh Subic vào ngày 27 tháng 1, nó hộ tống cho tàu sân bay Hancock (CVA-19) đi sang vịnh Bắc Bộ. Nó gia nhập cùng tàu sân bay Coral Sea (CVA-43) tại Trạm Yankee vào ngày 15 tháng 3, rồi đến ngày 10 tháng 5 đã hỗ trợ cho việc đổ bộ lực lượng Công binh Hải quân (Seabee) lên Chu Lai, Nam Việt Nam. Chiến dịch Market Time được bắt đầu năm ngày sau đó, và đến ngày 20 tháng 5, chiếc tàu khu trục đã bắn phá các vị trí của lực lượng Cộng sản tại Nam Việt Nam, lần đầu tiên kể từ khi Hải quân Mỹ can thiệp trong cuộc Chiến tranh Triều Tiên.
Sau đó, Hamner quay lại nhiệm vụ hộ tống cho Coral Sea, và tham gia bắn phá tại khu vực miền Trung Việt Nam vào ngày 25 tháng 6. Nó hỗ trợ cho cuộc đổ bộ của binh lính Thủy quân Lục chiến từ tàu tấn công đổ bộ Iwo Jima (LPH-2) lên Quy Nhơn vào ngày 1 tháng 7. Hai tuần sau đó, nó lên đường quay trở về nhà, về đến San Francisco vào ngày 26 tháng 7. Con tàu được đại tu tại Xưởng hải quân Hunter's Point, San Francisco, California, rồi hoạt động thường lệ tại vùng bờ Tây cho đến khi lại lên đường vào ngày 2 tháng 7, 1966 cho lượt hoạt động tiếp theo tại Viễn Đông. Nó đã hoạt động bắn hải pháo hỗ trợ dọc bờ biển Nam Việt Nam vào cuối tháng 7, rồi tiến vào sông Lòng Tàu để bắn phá các mục tiêu đối phương tại Đặc khu Rừng Sác.
Vào ngày 1 tháng 10, Hamner gia nhập Đội đặc nhiệm 77.6 và làm nhiệm vụ canh phòng máy bay cho tàu sân bay Oriskany (CVA-34) và tiếp tục làm nhiệm vụ này cho đến khi nó nhận được điện báo khẩn cấp từ chiếc tàu sân bay báo tin bị hỏa hoạn lúc 07 giờ 30 phút ngày 26 tháng 10. Nó đã cặp bên mạn Oriskany và phun nước chữa cháy cho đến khi các mối đe dọa bị dập tắt, rồi hộ tống chiếc tàu sân bay đi đến vịnh Subic để sửa chữa.
Quay trở lại vùng chiến sự vào ngày 6 tháng 11, Hamner trải qua hai tuần lễ tham gia Chiến dịch Sea Dragon nhằm ngăn chặn việc vận chuyển tiếp liệu vũ khí ven biển. Chỉ trong một đêm, nó đã tiêu diệt 67 tàu xuồng đối phương. Vào các ngày 14 và 19 tháng 11, pháo bờ biển đối phương đã nhắm bắn vào nó cũng như tàu chị em John R. Craig (DD-885); và cho dù nhiều quả đạn pháo đã nổ vây quanh các con tàu tung ra nhiều mảnh đạn, cả hai đều không bị hư hại. Trong cả hai lần chiếc tàu khu trục đều rút ra khỏi tầm pháo đối phương và bắn hải pháo đáp trả. Chiếc tàu khu trục rời vùng chiến sự vào ngày 20 tháng 11 để quay trở về Hoa Kỳ, về đến San Diego vào ngày 21 tháng 12.
Từ cảng nhà San Diego, trong năm 1967, Hamner hoạt động trong vai trò tàu huấn luyện chống ngầm. Vào mùa Xuân, nó gặp trục trặc con quay hồi chuyển và nồi hơi, cũng như máy bay trực thăng không người lái Gyrodyne QH-50 DASH và ngư lôi hoạt động không ổn định. Đến mùa Thu, sau khi mọi vấn đề được sửa chữa hay thay thế, con tàu lên đường hướng sang khu vực Tây Thái Bình Dương.
Trở lại Trạm Yankee vào tháng 10, Hamner hoạt động canh phòng máy bay cho tàu sân bay Coral Sea (CVA-43). Chiếc tàu khu trục tiếp tục gặp trục trặc nồi hơi, nhưng điều này không thể ngăn trở nó cùng tàu chị em Orleck (DD-886) tìm kiếm và cứu vớt năm trong số sáu người trong đội bay một máy bay trực thăng Sikorski SH-3 Sea King bị rơi trên biển. Một nỗ lực tương tự hai ngày sau đó đã không thành công, khi một thủy thủ lái một máy kéo đã bị rơi khỏi sàn đáp chiếc tàu sân bay. Cả chiếc máy kéo lẫn người thủy thủ đều không được tìm thấy.
Di chuyển ngoài khơi bờ biển Nam Việt Nam trong mười ngày của tháng 11, Hamner đã bắn 1.138 quả đạn pháo 5-inch xuống các mục tiêu đối phương trước khi di chuyển lên lên ngoài khơi Bắc Việt Nam, nơi vào tháng 12 nó đã cùng tàu khu trục Hải quân Hoàng gia Australia HMAS Perth (D 38) bắn phá các mục tiêu dọc bờ biển. Máy tính kiểm soát hỏa lực Mk-1A của con tàu gặp trục trặc khiến nó không thể tiếp tục nhiệm vụ bắn phá, và con tàu quay trở lại nhiệm vụ canh phòng máy bay và hộ tống cho tàu sân bay. Vào 01 giờ 30 phút ngày 25 tháng 12, một thủy thủ của tàu sân bay Ranger (CVA-61) bị rơi từ mạn tàu, và chiếc tàu khu trục đã lập tức đi đến nơi để tìm kiếm và cứu vớt. Khi người thủy thủ không thể bám vào dây cứu sinh do chiếc tàu khu trục ném tới, một thủy thủ của Hamner đã nhảy xuống biển giúp đưa nạn nhân bị choáng được cứu vớt an toàn.
Đầu năm 1968, Hamner được trang bị một cặp máy tính điều khiển hỏa lực MK-1A mới và quay trở lại vùng chiến sự. Từ ngày 27 tháng 1, nó tích cực bắn hải pháo hỗ trợ trong cuộc phản công dịp Tết Mậu Thân gần khu phi quân sự, nả pháo vào các điểm tập trung quân đối phương dưới sự hướng dẫn của trinh sát pháo binh Thủy quân Lục chiến. Sau đó, nó hoạt động gần thành phố Huế, bắn pháo quấy phá và can thiệp nhằm ngăn chặn việc tiếp liệu và tăng cường lực lượng đến thành phố bị chiếm đóng này. Đến ngày 12 tháng 2, nó hỗ trợ các đơn vị Lục quân Hoa Kỳ tác chiến tại địa điểm cách 3 mi (4,8 km) về phía Tây Huế; con tàu phải tiếp cận chỉ cách bờ biển 1 mi (1,6 km) để lấy được mục tiêu trong tầm bắn. Sau khi hoàn thành nhiệm vụ, nó quay trở lại bắn phá theo yêu của trinh sát Thủy quân Lục chiến. Khi kết thúc 20 ngày hoạt động trên tuyến đầu, chiếc tàu khu trục đã bắn tổng cộng 7.298 quả đạn pháo 5-inch, nghĩa là trung bình một phát mỗi bốn phút.
Quay trở về Hoa Kỳ, Hamner tiến hành đại tu vốn đã rất cấp thiết, và hoàn thành công việc sau bốn tháng tại Xưởng hải quân San Francisco. Nó quay trở lại vịnh Bắc Bộ vào giữa năm 1969, và trải qua phần lớn của ba năm tiếp theo hoạt động tại khu vực Tây Thái Bình Dương. Nó xen kẻ các nhiệm vụ canh phòng máy bay và tìm kiếm giải cứu với các hoạt động bắn phá bờ biển. Vào năm 1971, con tàu được đại tu tại Xưởng hải quân Long Beach, và sang tháng 4, 1972 nó cứu vớt một phi công máy bay cường kích A-7 Corsair II bị bắn rơi bởi hỏa lực phòng không đối phương ngoài khơi cảng Hải Phòng. Chiếc tàu khu trục đã mạo hiểm đi vào trong vùng hỏa lực của pháo bờ biển đối phương để cứu vớt người phi công; và khi anh ta không thể bám vào dây cứu sinh ném ra do bị choáng, một thủy thủ đã nhảy xuống biển để trợ giúp kéo anh lên tàu. Con tàu thoát ra khỏi vùng nguy hiểm mà không bị hư hại hay thương vong.
Vào ngày 1 tháng 7, 1973, Hamner được chuyển thành một tàu huấn luyện cho lực lượng Hải quân Dự bị. Việc hoán đổi thủy thủ đoàn với chiếc James C. Owens (DD-776) diễn ra vào ngày 8 tháng 5, và chỉ có một sĩ quan cùng 34 thủy thủ được giữ lại. Thành phần thủy thủ đoàn mới nhanh chóng hòa hợp với con tàu và họ đưa nó ra khơi chỉ bốn ngày sau khi lên tàu. Chiếc tàu khu trục chuyển đến cảng nhà mới tại Căn cứ Hải quân Treasure Island, San Francisco vào ngày 25 tháng 5, và chuyến đi huấn luyện đầu tiên khởi hành vào ngày 7 tháng 7.
Trong sáu năm tiếp theo, Hamner thực hiện những chuyến đi huấn luyện tại vùng biển giữa San Diego và British Columbia, thực hành cho nhiều khóa học viên sĩ quan của Học viện Hải quân Hoa Kỳ cũng như các học viên Hải quân Dự bị. Đến tháng 7, 1975, nó chuyển cảng nhà đến Portland, Oregon. Con tàu phục vụ cho lượt học viên sĩ quan dự bị cuối cùng vào tháng 8, 1979; và sau khi sửa chữa lườn tàu vốn đã hư hại theo năm tháng, nó được cho xuất biên chế vào ngày 1 tháng 10, 1979; rồi sau cùng được chuyển cho Đài Loan vào ngày 17 tháng 12, 1980.

### ROCSYun Yang(DDG-927)
Chiếc tàu khu trục tiếp tục phục vụ cùng Hải quân Trung Hoa dân quốc như là chiếc ROCS Yun Yang. Nó được xếp lại lớp như một tàu khu trục tên lửa điều khiển và mang ký hiệu lườn DDG-927. Yun Yang xuất biên chế vào ngày 16 tháng 12, 2003 và được sử dụng như một mục tiêu thực hành; nó bị chiếc tàu ngầm tấn công ROCS Hai Hu (SS-794) đánh chìm ngoài khơi Bình Đông vào ngày 6 tháng 9, 2005.

## Phần thưởng
Hamner được tặng thưởng danh hiệu Đơn vị Tuyên dương Tổng thống cùng năm Ngôi sao Chiến trận do thành tích phục vụ trong Chiến tranh Triều Tiên.